# Rónai András (színművész)
Rónai András (eredetileg Rőmer) (Budapest, 1932. szeptember 14. – Tel-Aviv, 2005. április 28.) színész, rendező.

## Pályafutása
Zsidó családba született, édesapja parafakereskedő volt. Tízévesen határozta el, hogy színésznek áll, és szülei tiltása ellenére 1942-ben csatlakozott Lakner Artúr gyerekszínházához. Lakner magyarosította a nevét Rómaira, amit később egy műsorfüzetben hibásan Rónainak írtak, s ez ragadt rá a későbbiekben. A második világháború után a többi Lakner-gyerekhez hasonlóan előbb a Magyar Színházban, majd az operettszínház ifjúsági előadásain lépett fel. A Pál utcai fiúk színpadi változatának egyik előadását követően – amelyben Áts Ferit játszotta – lépett oda hozzá Radványi Géza, aki felkérte a készülő Valahol Európában című filmjének egyik szerepére; ő játszotta Ficsúrt. Ekkorra azonban már túl volt első filmjén, mivel közvetlenül a háború után szerepelt Bródy Sándor A tanítónő című művének filmváltozatában, többek között Jávor Pállal együtt. 1948-ban a Várkonyi Zoltán vezette Művész Színházhoz szerződött, ahol azonban Várkonyi levette a műsorról azt a Fábri Zoltán rendezte darabot, amelyben ő is szerepelt volna. Ezt követően döntött úgy, hogy elhagyja Magyarországot, amelyre néhány hónappal később, 1949-ben került sor.
Kivándorolt Izraelbe, ahol az első időkben építőipari munkásként dolgozott Tel-Avivban. Később behívták katonának, ahol a harci kiképzést követően a tábori színházhoz vezényelték, miután Izraelbe is eljutott a Valahol Európában egyik kópiája, és nagy sikerrel játszották. Első színpadi alakítására – nyelvi hiányosságai ellenére – a kritikusok is felfigyeltek, majd még a katonai szolgálat ideje alatt leszerződtette őt a tel-avivi városi színház, ahol két szezonnal később már főszerepet bíztak rá. Az ő ötlete nyomán jött létre az a magyar színház, amelyben nyaranta magyar színészek magyar nyelvű darabokat adtak elő. Így fordult meg Izraelben például 1955-ben Jávor Pál, aki ott is igen népszerű volt, nem utolsósorban annak köszönhetően, hogy zsidókat bújtatott a pincéjében a háború alatt. Rónai – aki időközben utónevét Avrahamra változtatta – 1963-ban került az izraeli nemzeti színházhoz, a Habimához. Harminchárom éves korában itt ismerkedett meg Liával, a rigai származású katonalánnyal, akit három hónappal később feleségül vett. Vezető színész lett a színházban, ahol összesen mintegy kétszáz szerepet bíztak rá az évtizedek során. Ezenkívül negyven izraeli, amerikai és német filmben játszott. Kivándorlását követően a hatvanas évek elején járt először Magyarországon, majd 1977-től egyre sűrűbben járt vissza, sok időt töltött az országban, és többször rendezett színházakban.

## Elismerései
- 1963: Nordau-díj[6]
- 1972: Herzl-díj[1]
- 1973: „Az év legjobb színésze” (állami díj)[1]
- 1990: Klatshkyn-díj[1]
- 1992: Pro Cultura Hungarica kitüntetés[1]
- 1998: Magyar Köztársasági Érdemrend tisztikeresztje[1]

## Fontosabb szerepei
- George (Steinbeck: Egerek és emberek)
- Ficsúr (Molnár Ferenc: Liliom)
- Almády (Molnár Ferenc: Játék a kastélyban)
- Dorante (Molière: Az úrhatnám polgár)
- Falstaff (Shakespeare: A windsori víg nők)
- Sade márki (Weiss: Marat/Sade)
- Duncan (Ionesco: Macbeth)
- Forlipopoli (Goldoni: Mirandolina)
- Fülöp király (Dürrenmatt: János király)
- Nagy Romulus (Dürrenmatt)
- Pandarus (Shakespeare: Troilus és Cressida)

## Fordításai
- Kishont F.: Házasságlevél (1990)
- Chanoch Levin: Mesterség az élet (1991)
- Kishont F.: Óh, óh, Rómeó! (1993)

## Kötete
- Csillag a bocskain; Aura, Bp., 2004